# Drážní vodárna (Kasejovice)
Drážní vodárna stojí na katastrálním území Kasejovice v okrese Plzeň-jih. Jde o typizovanou vodárnu, která sloužila ke zbrojení parních lokomotiv vodou a byla v roce 2020 Ministerstvem kultury České republiky prohlášena kulturní památkou České republiky.

## Historie
Povolení k výstavbě železniční tratě z Blatné do Nepomuku získala skupina koncesionářů v únoru 1897. Toto povolení mělo být sloučeno s koncesí, která už byla skupině koncesionářů (Ferdinand svobodný pán z Hildebrantu z Blatné, Karel svobodný pán z Lilgenau ze Lnářů, František Steiner z Blatné, Václav Pobuda z Rožmitálu, Antonín Sündermann z Dolních Břežan a Lambert Pávek ze Lnářů) vydána již v červnu 1896 na výstavbu místní trati ze Strakonic do Březnice.
Plány byly vyhotoveny firmou inženýra Jana Kodla z Písku. Práce byly zahájeny v listopadu 1897 stavební firmou Životský–Hrabě–Kovářík. Stavbu vedl inženýr Jiří Hauser. Provoz byl zahájen v roce 1899.  Drážní vodárny byly stavěny na dojezd parních lokomotiv jedna byla ve stanici Kasejovice a další byla postavena v železniční stanici Blatná. V roce 1928 byly pro osobní dopravu zavedeny motoráky, parní provoz zůstal pro nákladní dopravu až do roku 1969. V osmdesátých letech byl provoz vodárny ukončen.

## Popis
V železniční stanici Kasejovice byly postaveny typizované objekty výpravní budovy lokálkového typu, skladiště s rampou, záchody a drážní vodárnou podle plánů pro místní tratě spravované Železničním oddělením Zemského výboru království Českého. K dalším zařízením patřil vodní jeřáb, studna, čisticí jáma, jáma na smetí atd. Drážní vodárna sloužila ke zbrojení parních lokomotiv vodou. Rozhodnutím Ministerstva kultury České republiky byla v roce 2020 drážní vodárna v dopravně Kasejovice prohlášena kulturní památkou České republiky.

### Architektura
Drážní vodárna je volně stojící stavba na půdorysu obdélníku s patrovou severní části vodojemu a jižní přízemní kolnou na uhlí. V  přízemí vodojemu byla kotelna vybavená původně pravděpodobně parním kotlem, v patře je nýtovaná otevřená nádrž na vodu o objemu 30 m³.
Přízemní část je zděné z pálených cihel a hladce omítané. Patro vodojemu je hrázděné s cihelnou vyzdívkou a bedněné svisle kladenými prkny se segmentově vykrojenými spodními stranami. Střechy jsou sedlové s přesahy a s nízkým sklonem, jsou kryté keramickými pálenými taškami bobrovkami, které jsou položeny na husté laťování. Střecha vodojemu je orientována kolmo na podélnou osu budovy, u přízemní části je střecha orientovaná souběžně s podélnou osou budovy. Fasády přízemí jsou hladké, členěné po obvodu nízkým kvádrovaným kamenným soklem, přízemí vodojemu ukončeno mohutnou cihelnou obvodovou korunní římsou. V jižním štítovém průčelí kolny je obdélné okno s nadokeními plastickými kelnáky z hrubé omítky. Průčelí orientované ke kolejišti má dvě vstupní osy: jedna do kolny a druhá v přízemí do vodojemu. Oba vstupy mají plastické klenáky z hrubé omítky. Vlevo od vstupu je do zdiva ukotven původní stavoznak - ukazatel vodní hladiny v nádrži. V hrázděném patře je nad vchodem obdélné dvoukřídlé okno. Severní průčelí je hladké dělené soklem a korunní římsou, v patře bedněné. Jižní průčelí má v přízemí dvě okenní osy. Okna jsou obdélná s půlkruhovým nadokenním obloukem s plastickými kelnáky z hrubé omítky. V bedněném patře je jedno sdružené okno se dvěma dvojitými dvoukřídlými šestitabulkovými okny osazenými v líci stěny. Střecha nad štíty vodojemu přesahuje.

### Technologie
Původním technologickým vybavením vodárny byla nýtovaná vodní nádrž o objemu 30 m³, parní kotel, pulsometr (parní čerpadlo), potrubní rozvody a osvětlený vodní jeřáb u kolejiště. Kompletně je zachováno přívodní a spádové odběrné potrubí s ventily. Parní čerpadlo bylo v době elektrifikace nahrazeno elektrickým čerpadlem. V průběhu oprav kolejového vršku byl odstraněn vodní jeřáb. Před severním průčelím byla studna, ze které se čerpala voda do otevřené nádrže a samospádem byla přiváděna do vodního jeřábu.